# Acacia cyclops
Acacia cyclops es un arbusto de la familia de las leguminosas (Fabaceae).

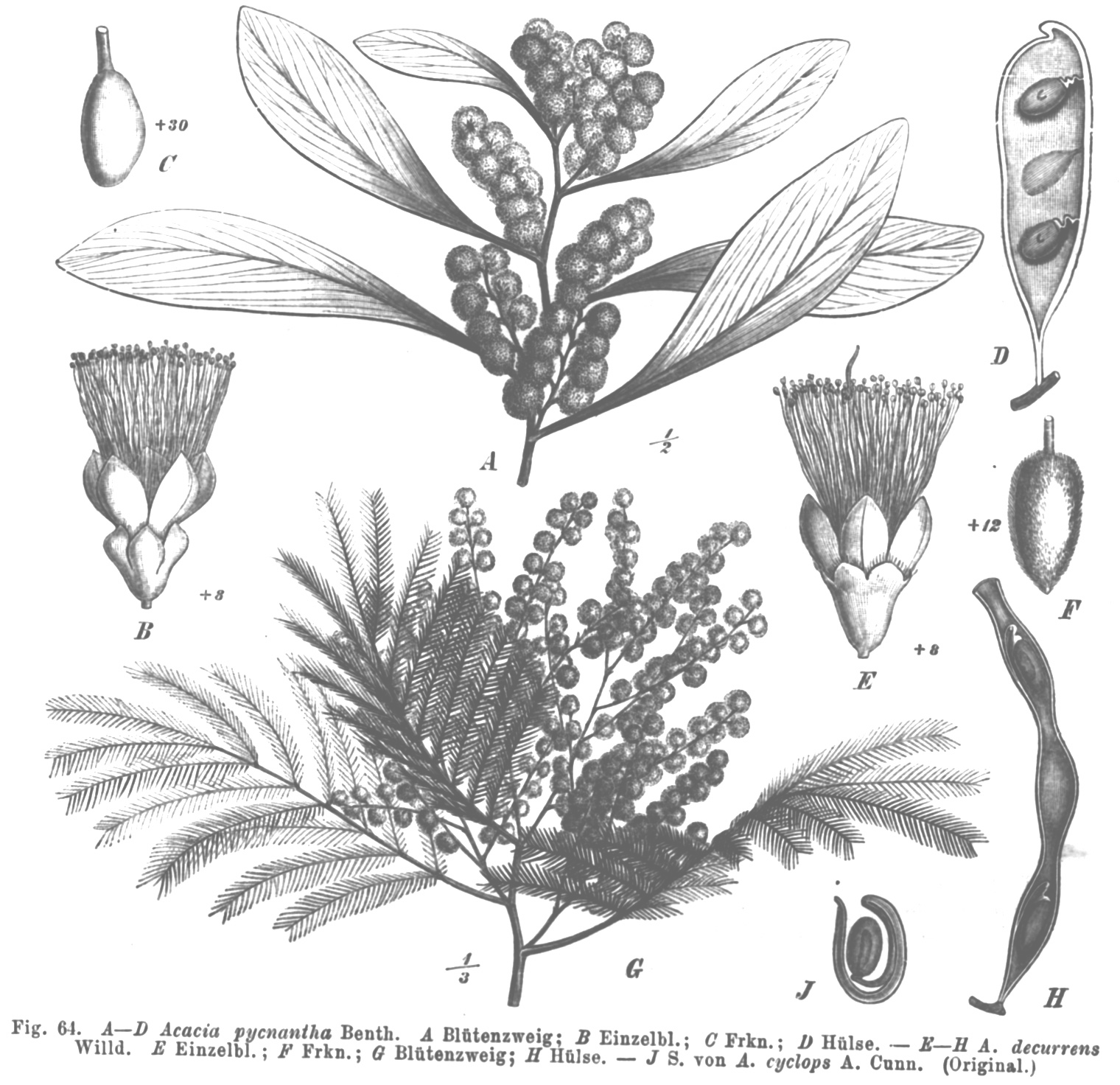
Ilustración

## Descripción
Arbusto de 3-4 de m altura; con filodios con nervios más o menos paralelos; flores en glomérulos solitarios o geminados; legumbres más o menos concéntricas; semilla rodeada de un funículo naranja.

## Distribución y hábitat
Originario del oeste y sur de  Australia; utilizado para repoblación, es también planta ornamental y sirve para el mejoramiento de recorridos y sobre todo para la fijación de suelos; excelente fijador de las dunas marítimas; buenos resultados también en suelos de marismas. Pisos inframediterráneo y mesomediterráneo. Está naturalizada en las costas de Portugal, en Gibraltar y en el este y sudeste de la península ibérica (de Almería a la provincia de Valencia). En Marruecos.
Habita sobre todo en roquedos marítimos y dunas o arenales costeros.

## Taxonomía
Acacia cyclops fue descrita por A.Cunn. ex G.Don y publicado en A General History of the Dichlamydeous Plants 2: 404. 1832.
Etimología
Ver: Acacia: Etimología
cyclops: epíteto que significa "gigante, cíclope", como los cíclopes mitológicos.
Sinonimia
- Acacia eglandulosa DC.
- Racosperma eglandulosum (DC.) Pedley
- Acacia cyclopis A.Cunn. ex Loudon[6]
- Acacia cyclopsis G. Don
- Acacia mirbelii Dehnh.